# PCDH20
PCDH20‏ (Protocadherin 20) هوَ بروتين يُشَفر بواسطة جين PCDH20 في الإنسان.